# 1956 en mathématiques
| Années des mathématiques : 1953 - 1954 - 1955 - 1956 - 1957 - 1958 - 1959    |
| Décennies des mathématiques : 1920 - 1930 - 1940 - 1950 - 1960 - 1970 - 1980 |

Cet article présente les faits marquants de l'année 1956 en mathématiques.

## Évènements
- Février : le mathématicien Joseph Kruskal propose un algorithme simple pour trouver un arbre couvrant de poids minimal[1].
- Décembre : début de la chronique mensuelle rédigée par Martin Gardner sur le thème des mathématiques récréatives pour Scientific American, les « Mathematical Games » avec l'article Flexagons[2].

## Naissances
- 8 janvier : Élisabeth Bouscaren, mathématicienne française.
- 13 janvier : Igor Shparlinski, mathématicien australien.
- 16 janvier : Anouar Benmalek, mathématicien, écrivain, poète et journaliste franco-algérien d'expression française.
- 25 janvier : Yurii Nesterov, mathématicien belge d'origine russe.
- 17 février : Noga Alon, mathématicien et chercheur en informatique théorique israélien.
- 28 février : Helmut Hofer, mathématicien germano-américain.
- 2 mars : Arjen Lenstra, mathématicien et cryptologue néerlandais.
- 12 mars : Andrew Blake), mathématicien et informaticien britannique.
- 6 avril : Maria J. Esteban, mathématicienne française.
- 10 avril : Viktor Vassiliev, mathématicien russe.
- 30 mai : Shahriar Shahriari, mathématicien américain.
- 7 juin : János Kollár, mathématicien américano-hongrois.
- 9 juin : Jürgen Jost, mathématicien allemand.
- 11 juin :
  - Simon Plouffe, mathématicien canadien.
  - Rajeeva Laxman Karandikar, mathématicien, statisticien et pséphologue indien.
- 15 juin : Alberto Bressan, mathématicien italien.
- 19 juin : Sergio Fajardo, mathématicien, journaliste et homme politique colombien.
- 21 juin : Endre Süli, mathématicien britannique-hongrois d'origine serbe.
- 28 juin : Alexander Lubotzky, mathématicien israélien.
- 4 juillet : Michel Lapidus, mathématicien français et américain.
- 8 août : Jean-Michel Coron, mathématicien français.
- 11 août : Pierre-Louis Lions, mathématicien français, médaille Fields en 1994.
- 23 août : Andreas Floer (mort en 1991), mathématicien allemand.
- 20 septembre : Jennifer Tour Chayes, mathématicienne américaine.
- 21 septembre : Dieter Lüst, mathématicien et physicien allemand.
- 2 octobre : Jonathan Speelman, grand maître international du jeu d'échecs et mathématicien britannique.
- 20 octobre : Shahid Rahman, philosophe et mathématicien argentin-allemand.
- 18 novembre : Ali Nesin, mathématicien turc.
- 10 décembre : Jeffrey Weeks, mathématicien américain.
- 22 décembre : Solomon Passi, homme politique et mathématicien bulgare.

- Olga Gil Medrano, mathématicienne espagnole.
- Ngaiming Mok, mathématicien hongkongais.

## Décès
- 3 février : Émile Borel (né en 1871), mathématicien et homme politique français.
- 25 février : Jacob Levitzki (né en 1904), mathématicien israélien.
- 28 février : Frigyes Riesz (né en 1880), mathématicien hongrois.
- 7 mars : Georg Faber (né en 1877), mathématicien allemand.
- 17 mars : Henry Frederick Baker (né en 1866), mathématicien britannique.
- 24 mars : Edmund Taylor Whittaker (né en 1873), mathématicien et historien des sciences britannique.
- 15 avril : Marcel Bayard (né en 1895), mathématicien français.
- 24 mai : Martha Annie Whiteley (née en 1866), chimiste et mathématicienne anglaise.
- 25 mai : Johann Radon (né en 1887), mathématicien autrichien.
- 14 août : Hans Hamburger (né en 1889), mathématicien allemand.
- 25 août : Charles Gallissot (née en 1882), mathématicien et astronome français.
- 6 septembre : Witold Hurewicz (né en 1904), mathématicien polonais.
- 7 septembre : Otto Schmidt (né en 1891), mathématicien, astronome, géophysicien et homme d'État soviétique.
- 14 octobre : Jules Richard (né en 1862), mathématicien français.
- 3 décembre : Felix Bernstein (né en 1878), mathématicien allemand.
- 26 décembre : Luc Picart (né en 1867), mathématicien et astronome français.